# カルシトニン遺伝子関連ペプチド
カルシトニン遺伝子関連ペプチド (calcitonin gene-related peptide、略:CGRP) とは、中枢神経、心臓や血管など末梢の一次知覚神経の終末および遠位端に存在しているアミノ酸37個からなるペプチドである。カルシトニン遺伝子が選択的スプライシングを受けて作られ、αCGRPおよびβCGRPの2種類の異性体が存在する。αCGRPは主に末梢の感覚神経節のAδ線維およびC線維内に、βCGRPは主に腸管の神経系に分布する。
カルシトニン遺伝子関連ペプチドは受容体を介して細胞内cAMPを上昇させ、血管拡張、心拍数減少および心筋収縮力増大を起こしたりする。
炎症にも関連し、軸索反射により放出されると紅斑（フレア）が出る。鍼灸ではこの作用を利用し、体質改善を促進したりしている。

## 関連疾患
片頭痛は、何らかの要因により三叉神経末端が刺激されてそこからCGRPが分泌され、三叉神経系の感作や血管拡張を誘発して起こるとされる。例えば、片頭痛発作中患者の頚静脈中でCGRPが多量に検出されることや、片頭痛患者にCGRPを投与すると発作が誘発されることが検証されている。
片頭痛の急性期治療薬の一種であるトリプタンやジタンは5-HT1Dあるいは5-HT1Fを活性化することでCGRPの放出を抑制することが知られている。
このため片頭痛急性期治療にCGRP受容体の拮抗薬が有効ではないかとする研究が進んでいた。しかし、初期に開発されたolcegepantやtelcagepantは症状改善効果がみられたものの、安全性に問題があったため開発が中止された。
その後は予防治療としてCGRPあるいはCGRP受容体を標的としたモノクローナル抗体の開発が進み、米国では2018年に承認を取得した。日本では2021年に販売が始まった。遺伝子組換えCGRP抗体であるガルカネズマブ（商品名エムガルティ）は、日本では2021年4月26日に発売、さらに8月にはエレヌマブ（商品名アイモビーグ）が発売された。フレマネズマブ（商品名アジョビ）は二者と異なりCGRP受容体抗体である。いずれも皮下投与の注射剤である。
また、低分子のCGRP受容体拮抗薬についても安全性を改善した新世代が開発されており、主な製品としてubrogepant、rimegepant、atogepantなどがある。急性期治療と予防治療の両方で承認されているものも存在する。